# Sh2-12
Sh2-12 (également connue sous le nom de RCW 132) est une nébuleuse en émission visible dans la constellation du Scorpion.
Elle est située dans la partie centre-sud de la constellation, à une courte distance de l'amas ouvert brillant M6. Elle s'étend sur environ deux degrés dans une région très riche en champs d'étoiles. La période la plus propice à son observation dans le ciel du soir se situe entre juin et novembre. Étant dans des déclinaisons modérément méridionales, son observation est facilitée dans l'hémisphère sud.
Sh2-12 est une grande région H II située sur le bras du Sagittaire à une distance d'environ 1 700 pc (∼5 540 al). La responsable de son ionisation serait HD 159176, un système stellaire binaire composé de deux étoiles bleues de la séquence principale de classe spectrale O7V situées à l'intérieur de l'amas ouvert NGC 6383, auquel Sh2-12 semble physiquement associée. Selon certaines études, le nuage appartiendrait à une grande région de formation d'étoiles appelée SFR 355,37+0,22. Cette région comprend trois sources de rayonnement infrarouge, dont deux identifiées par l'IRAS. La source la plus remarquable est IRAS 17302-3245, qui coïncide avec une région de gaz ionisé dont les émissions se situent dans la bande infrarouge. En plus de ces sources, au moins cinq masers sont connus, dont deux montrent des émissions d'hydroxyde, deux de méthanol et deux d'eau, et un amas d'étoiles fortement obscurci avec des émissions infrarouges, appelé [BDS2003] 102.
Près de Sh2-12 s'étend l'association Scorpius OB4 (Sco OB4), une association OB constituée de 71 étoiles de classes spectrales comprises entre O et B9 placées à une distance moyenne d'environ 1 400 pc (∼4 570 al). Les composants de la classe O montrent une distribution uniforme sans concentrations apparentes. Scorpius OB4 comprendrait également les régions adjacentes au même amas ouvert NGC 6383, ainsi que les nébuleuses voisines NGC 6357 et Sh2-13.
D'autres études estiment cependant la distance de Sh2-12 à environ 985 pc (∼3 210 al), donc au premier plan par rapport à Scorpius OB4 et sur le bord extérieur du bras du Sagittaire. Les mêmes estimations indiquent une distance plus courte également pour l'amas NGC 6383, qui devrait donc être détaché de l'association OB.